# Мазур Василь Степанович
Василь Степанович Мазур (нар. 11 квітня 1955, село Східниця, Львівська область) — український актор театру, кіно та дубляжу. Народний артист України (2010). Кавалер ордену «За заслуги» ІІІ ступеня (2015).

## Біографія
Народився 11 квітня 1955 року у селі Східниця Львівської області.
У 1976 році закінчив акторський факультет Київського державного інституту театрального мистецтва імені Івана Карпенка-Карого. З 1978—1979 роках працював актором у Київському театрі юного глядача.
З 1980 року працює у Національному театрі імені Івана Франка.

## Театральні ролі
- Калинич — «Украдене щастя» І. Франка;
- Перший кум — «Конотопська відьма» І. Поклада, Б. Жолдака;
- Улас Забрьоха — «Конотопська відьма» І.Поклада, Б.Жолдака;
- Другий Боярин — «Вікентій Премудрий» Я. Стельмаха;
- Злодій — «Камінь Русина» О. Коломійця;
- Лопе — «Благочестива Марта» Тірсо де Моліна;
- Підігрітий — «Бронзова фаза» М. Зарудного;
- Генерал — «Бунт жінок» Н. Хікмета, В. Комісаржевського;
- Низ — «Енеїда» І. Котляревського;
- Головний садівник — «Дванадцять місяців» Е. Маршака;
- Діловий — «Шиндаї!» І. Афанасьєва;
- Щуролуп, Буфетник — «Майстер і Маргарита» М. Булгакова;
- Хшонстка — «Мазепа» Ю. Славацького;
- Вакула — «Різдвяна ніч» М. Гоголя;
- Куля — «Цар Плаксій та Лоскотон» В. Симоненка;
- Кравчина — «Сава Чалий» І. Карпенка-Карого;
- Дончук — «У неділю рано зілля копала» О. Кобилянської;
- Дорош — «Хто зрадить Брута?» Б. Жолдака, С. Мойсєєва;
- Ступай-Ступаненко «Патетична соната» М. Куліша;
- Савка — «Сто тисяч» І. Карпенка-Карого;
- Ксенофонт — «Огненний змій» Л. Яновської;
- Мускатель — «З коханням не жартують» П. Кальдерона;
- Грумйо — «Приборкання норовливої» В.Шекспіра;
- Лейзер — «Тев'є-Тевель» Шолом-Алейхема;
- Герцог Альбані — «Король Лір» В.Шекспіра;
- Терешко Сурма — «Суєта» І. Карпенка-Карого;
- Хазяїн — «Сміх і сльози дон Кіхота» М.Сервантеса;
- Лікар — «Кін IV» Г. Горіна;
- Монтано — «Отелло» В. Шекспіра;
- Єрмолай — «Буквар миру» Г. Сковороди;
- Городничий — «Ревізор» М. Гоголя;
- Брат Лоренцо — «Ромео і Джульєтта» У.Шекспіра;
- Де Квадра — «Віват, королево!» Роберта Болта;
- Коваль, Кентавр — «Райськеє діло» Івана Малковича.

## Фільмографія
- Державний кордон (1984) — Нікітін
- Контрудар (1985) — Пилип, старшина
- Конотопська відьма (1987)
- Камінна душа (1988) — епізод
- Сіроманець (1989) — батько Сашки
- Чудо в краю забуття (1991) — епізод
- Для домашнього огнища (1992) — епізод
- Тарас Шевченко. Заповіт (1992—1997) — Василь Репнін
- Посмішка звіра (1998) — Валерик
- Поет і княжна (1999) — Василь Репнін
- Бабин Яр (2002) — епізод
- Богдан-Зимовій Хмельницький (2006)
- Опер Крюк (2006) — Джойстик
- При загадкових обставинах (2009) — майор
- Непрухи (2010) — Василь Непруха
- Анна Герман (2012) — епізод
- Дворняжка Ляля (2014) — Гриша
- Пес (2015) — сусід по гаражу
- Ніконов і Ко (2015)
- Лікар Ковальчук (2017—2018) — головний лікар
- Закляті друзі (2020) — буркотун
- Вірина любов (2021) — епізод
- Молода (2022) — Данжей

## Дублювання та озвучення українською
- «Атлантида: Загублена імперія» — (дубляж, Невафільм Україна)
- «Секрет Робінсонів» — Дядько Арт (дубляж, Невафільм Україна)
- «Хроніки Нарнії: Принц Каспіан» — (дубляж, Невафільм Україна)
- «Людина-павук: Ворог у тіні» — (дубляж, Невафільм Україна)
- «У гонитві з щастям» — (дубляж, Невафільм Україна)
- «Квант милосердя» — (дубляж, Невафільм Україна)
- «Австралія» — (дубляж, Невафільм Україна)
- «Рятівник» — (дубляж, Невафільм Україна)
- «Тарзан 2» — (дубляж, Невафільм Україна)
- «Пірати карибського моря» (2—4 частини) — (дубляж, Невафільм Україна\Le Doyen)
- «Тор: Рагнарок» — Одін (дубляж, Le Doyen)
- «Ліло і Стіч» — (дубляж, Le Doyen)
- «Співай» — (дубляж, Le Doyen)
- «Ранго» — (дубляж, Le Doyen)
- «Вінні Пух» — (дубляж, Le Doyen)
- «Нові пригоди Вінні Пуха» — (дубляж, Le Doyen)
- «Крістофер Робін» — (дубляж, Le Doyen)
- «Геркулес» — (дубляж, Le Doyen)
- «Не бий копитом» — (дубляж, Le Doyen)
- «Мій пацан» — (дубляж, Le Doyen)
- «Дев'ять» — (дубляж, Le Doyen)
- «Турист» — (дубляж, Le Doyen)
- «Чорна вдова» — (дубляж, Le Doyen)
- «Однокласники» — (дубляж, Le Doyen)
- «Феї: Загублений скарб» — (дубляж, Le Doyen)
- «Людина, яка змінила все» — (дубляж, Le Doyen)
- «Заміж у високосний рік» — (дубляж, Le Doyen)
- «Білосніжка та мисливець» — (дубляж, Le Doyen)
- «Код доступу „Кейптаун“» — (дубляж, Le Doyen)
- «Неймовірний Халк» — Стенлі (дубляж, Le Doyen)
- «Відважна» — Дінгволл (дубляж, Le Doyen)
- «Самотній рейнджер» — Коллінз (дубляж, Le Doyen)
- «Попелюшка» (3 частини) — Король (дубляж, Le Doyen)
- «Літачки: Рятувальний загін» — (дубляж, Le Doyen)
- «Зоряні війни: Пробудження сили» — (дубляж, Le Doyen)
- «Мумія: Гробниця імператора драконів» — (дубляж, Le Doyen)
- «Сторожова застава» — Дід Овсій (дубляж, Постмодерн)
- «Бі Муві: Медова змова» — Монтгомері (дубляж, Постмодерн)
- «Льодовиковий період 4» — (дубляж, Постмодерн)
- «Темний лицар повертається» — (дубляж, Постмодерн)
- «Панда Кунг-Фу» (1 і 3 частини) — (дубляж, Постмодерн)
- «Трансформери» (2—4 частини) — (дубляж, Постмодерн)
- «Астерікс і таємне зілля» — (дубляж, Постмодерн)
- «Титанік» — (дубляж, Постмодерн)
- «Зоряний пил» — (дубляж, Постмодерн)
- «Тор» — (дубляж, Постмодерн)
- «Гічкок» — (дубляж, Постмодерн)
- «Дівчина моїх кошмарів» — (дубляж, Постмодерн)
- «Пінгвіни містера Поппера» — (дубляж, Постмодерн)
- «Монстри проти прибульців» — (дубляж, Постмодерн)
- «Зоряні війни: Епізод I» — (дубляж, Постмодерн)
- «Хоббіт» (3 частини) — (дубляж, Постмодерн)
- «Книга життя» — (дубляж, Постмодерн)
- «Індіана Джонс і королівство кришталевого черепа» — (дубляж, Постмодерн)
- «Останній найманець» — (дубляж, Постмодерн)
- «Операція „Валькірія“» — (старий дубляж, Постмодерн)
- «Секретні матеріали: Хочу вірити» — Скінер (дубляж, Постмодерн\Central Production International Group)
- «Планета скарбів» — оповідач (дубляж, AdiozProduction Studio)
- «Круті фараони» — (дубляж, AdiozProduction Studio)
- «Темний лицар» — (дубляж, Cinetype)
- «Спіді-гонщик» — (дубляж, Cinetype)
- «Золото дурнів» — (дубляж, Cinetype)
- «Похмілля у Вегасі» — (дубляж, Cinetype)
- «Кривавий діамант» — (дубляж, Cinetype)
- «Тіло брехні» — (дубляж, Cinetype)
- «Будь кмітливим» — Президент (дубляж, Cinetype)
- «Хортон» — Влад (дубляж, Central Production International Group)
- «Парфумер: Історія одного вбивці» — (дубляж, Pteroduction Sound)
- «Змивайся» — Ропух (дубляж, Pteroduction Sound)
- «Король говорить» — (дубляж, AAA-Sound)
- «Подарунок» — (дубляж, AAA-Sound)
- «Півтора лицарі» — (дубляж, AAA-Sound)
- «Острів проклятих» — (дубляж, AAA-Sound)
- «Лікар: Учень Авіценни» — (дубляж, AAA-Sound)
- «Гаррі Поттер» (5—8 частини) — (дубляж, Постмодерн\AdiozProduction Studio\Cinetype)
- «Гран Торіно» — (багатоголосе закадрове озвучення, Студія Омікрон)
- «Оранжева зима» — читає текст (озвучення, AZ Films LLC)
- «Віктор_Робот» — (озвучення, ТОВ Червоний собака)
- «Лис Микита» — (озвучення, ТОВ Фрески)
- «Вій» — (озвучення, Укранімафільм)
- «Американський гангстер» — (кінотеатральний дубляж)
- «Колекція аудіокниг» — читає текст (озвучення)

## Дублювання та озвучення російською
- «Команда Діг» — (російське озвучення, Борисфен-С)
- «Сторожова застава» — Дід Овсій (російський дубляж, Постмодерн)
- «Холодна помста» — (російський дубляж, CinemaSound Production)
- «Хеллбой» — (російський дубляж, CinemaSound Production)
- «Отруйна троянда» — (російський дубляж, CinemaSound Production)
- «Мій янгол» — (російський дубляж, CinemaSound Production)
- «Падіння янгола» — (російський дубляж, CinemaSound Production)